# Tulasnella tomaculum
Tulasnella tomaculum är en svampart som beskrevs av P. Roberts 1993. Tulasnella tomaculum ingår i släktet Tulasnella och familjen Tulasnellaceae.  Artens status i Sverige är: Ej påträffad. Inga underarter finns listade i Catalogue of Life.